# طرابزون سبور لكرة السلة
هو فريق كرة سلة تركي للمحترفين تأسس في سنة 2008 يقع مقره في طرابزون ويدربه سيرجي بازاريفيتش. ينافس في الدوري التركي لكرة السلة.

## الإنجازات
- الدوري التركي لكرة السلة

الرابع: (1) 2014-15
- الدوري التركي لكرة السلة

الفوز (2): 2010، 2013
- يورو شالنج

الوصافة: (1) 2014–15

## أبرز اللاعبين
من أبرز اللاعبين الذين لعبوا معه:
- كان ماكسيم موتاف
- هارولد جاميسون
- كالويان ايفانوف
- كايا بكر
- كيفين بينكني
- خالد الأمين
- كيرك بيني
- مايكل رايت
- راسل روبنسون
- ترينس كينزي

## أبرز المدربين
من أبرز المدربين الذين دربوه:
- نيناد ماركوفيتش

## وصلات خارجية
- الموقع الإلكتروني